# Urostachys serpyllifolius
Urostachys serpyllifolius là một loài thực vật có mạch trong Họ Thạch tùng. Loài này được (Fée) Herter miêu tả khoa học đầu tiên năm 1949.